# Bieg Asów 1970
Międzynarodowy 1-majowy mityng „Skry” Warszawa „Bieg Asów” 1970 – mityng lekkoatletyczny rozegrany 1 maja 1970 w Warszawie.
Rozegrano biegi na 100 metrów przez płotki kobiet, 1500 metrów kobiet (w dwóch seriach) i 10 000 metrów mężczyzn oraz konkursy pchnięcia kulą kobiet, skoku w dal kobiet, skoku o tyczce mężczyzn i rzutu oszczepem mężczyzn.

## Rezultaty

### Mężczyźni
| Konkurencja:     | 1. miejsce             | Rezultat | 2. miejsce                       | Rezultat | 3. miejsce    | Rezultat |
| Bieg na 10 000 m | Gert Eisenberg         | 28:43,8  | Edward Mleczko                   | 28:49,4  | John Caine    | 28:51,0  |
| Skok o tyczce    | Włodzimierz Sokołowski | 4,70     | Tadeusz Ślusarski Sławomir Nowak | 4,56     |               |          |
| Rzut oszczepem   | Janusz Sidło           | 82,38    | Wiesław Sierański                | 75,78    | Jacek Damszel | 71,62    |

### Kobiety
| Konkurencja:      | 1. miejsce          | Rezultat | 2. miejsce          | Rezultat | 3. miejsce           | Rezultat |
| Bieg na 1500 m    | Paola Pigni         | 4:19,0   | Gunhild Hoffmeister | 4:21,0   | Katia Claussnitzer   | 4:23,0   |
| Bieg na 100 m ppł | Danuta Straszyńska  | 14,0w    | Ewa Marszałek       | 14,0w    | Ewa Murawska         | 14,6w    |
| Skok w dal        | Małgorzata Sochacka | 5,97     | Halina Kamińska     | 5,77w    | Barbara Kazimierczak | 5,75w    |
| Pchnięcie kulą    | Ludwika Chewińska   | 16,74    | Elżbieta Michalczak | 13,63    | Barbara Rogalska     | 13,38    |